# Купрюхин, Павел Фомич
Павел Фомич Купрюхин (6 июля 1932, Косая Гора, Московская область, РСФСР, СССР — 1975, там же) — советский футболист.

## Биография
Павел Купрюхин родился 6 июля 1932 года в рабочем посёлке Косая Гора Московской области. Воспитанник тульского футбола, выступал за вторую команду тульского металлургического завода. Был призван в ряды Советской армии, служил в Балтийском флоте. Выступал за сборную флота на соревнованиях Ленинградского военного округа.
В 1955 году был приглашён Григорием Федотовым на просмотр в ЦДСА, после нескольких контрольных игр пробился в основной состав. 29 июля 1955 года Павел Купрюхин дебютировал в чемпионате СССР в матче против ленинградских «Трудовых резервов». Всего с 1955 по 1958 год в чемпионате СССР футболист провёл 17 матчей, забил 5 мячей.
В 1958 году игрок получил травму — перелом ноги — и вынужден был дослуживать в группе советских войск в Германии, где и выступал за местные команды. В 1960 году, после демобилизации, стал выступать за тульский «Труд». Провёл за команду три сезона. В 1962 году был отчислен из команды за нарушение спортивного режима. После выступал в чемпионате области за косогорский «Металлург» и тульский «Машиностроитель».
Умер Павел Купрюхин в 1975 году.